# 石井春花
石井 春花（いしい　はるか、1978年3月15日-）は、日本の女優。旧芸名、春花（はるか）。
大阪府出身。レイ・グローエンタテインメント所属。劇団蝶能力主催。桐朋学園大学専攻科卒業。

## 略歴・人物
2002年：「愛と青春の宝塚〜恋よりも生命よりも〜」(フジテレビ系)紅花ほのか・ベニ役で出演。このドラマで、女優デビュー。このドラマは、大人気を博し、後に舞台化、映画化されている。共演者は、木村佳乃、藤原紀香、中谷美紀、米倉涼子、椎名桔平、ユースケ・サンタマリア、仲村トオル、生瀬勝久などのメンバーで制作された。
2002年以降、本格的に女優として活動を開始する。主なテレビ出演は、2002年：「春ランマン」（関西テレビ制作・フジテレビ系）で佐々木花子役で出演。2002年：「新・愛の嵐」（東海テレビ制作・フジテレビ系）でお花役で出演。2002年：金曜エンタテインメント「女マネージャー金子かおる 哀しみの事件簿1」（フジテレビ系）佐藤加奈子役で出演。2006年：金曜エンタテインメント・山村美紗サスペンス「黒百合伝説殺人事件」（フジテレビ系）檜山鮎美役で出演。2006年：「虹を架ける王妃」（フジテレビ）、2008年：「拝啓トリュフォー様?テレビドラマの作り方?」（テレビ朝日）箕輪美和役で出演。2008年：「小児救命」（テレビ朝日）根本真紀役で出演。2008年：「白衣の天使は見た!! 外科病棟殺人カルテ」（フジテレビ）佐伯ケイ役で出演。「魔女裁判」(2009年、フジテレビ)秘書官役でレギュラー出演。「おいしいひとり酒」（2017年、CS）小川信子役で出演。
映画出演は、2007年：「怪談」、2007年：「へしこ」で主演(虹子役)。2016年：「羊子」で主演（羊子役）
舞台出演では、蜷川幸雄の舞台「エレクトラ」でコロス役、同じく蜷川幸雄の演出「裸のヴィーナス」でフジコ役、木村光一演出の「ブルーストッキングの女たち」で神近市子役で出演。
また、2008年5月〜2010年11月までラジオのレギュラー番組「石井春花の全部のせ。」でメインパーソナリティとして出演。ここでは番組の企画、立案も担当。また、この番組は、WILLCOM携帯のW+Radioのネット放送局のひとつ、ハイブリッドインターネット放送局、「ニューゾーンエフエム」、「ニューゾーンTV」でもオンエアされた。
身長160cm、血液型O型。特技は競泳、タップダンス、ジャズダンス、着付け。

## 出演

### テレビドラマ
- 愛と青春の宝塚〜恋よりも生命よりも〜(2002年、フジテレビ)紅花ほのか・ベニ役
- 非婚家族(2001年、フジテレビ)小森アサミ役
- 春ランマン(2002年、関西テレビ・フジテレビ)佐々木花子役・レギュラー
- 新・愛の嵐(2002年、東海テレビ・フジテレビ)お花役
- 金曜エンタテインメント「女マネージャー金子かおる 哀しみの事件簿1」(2002年、フジテレビ)佐藤加奈子役
- Stand Up!!(2003年、TBS)
- あの恋をもう一度(2003年、朝日放送・テレビ朝日)
- こちら本池上署4(2004年、TBS)
- 金曜エンタテインメント・山村美紗サスペンス「黒百合伝説殺人事件」(2006年、フジテレビ)檜山鮎美役
- 金曜エンタテインメント特別企画「家族たちの明日、尼崎列車事故から1年」(2006年、フジテレビ)
- 不信のとき〜ウーマン・ウォーズ〜 第2話(2006年、フジテレビ)
- サプリ 第10話(2006年、フジテレビ)
- だめんず・うぉ〜か〜(2006年、テレビ朝日)
- 家族〜妻の不在・夫の存在〜 第6話(2006年、テレビ朝日)
- 虹を架ける王妃(2006年、フジテレビ)
- 喰いタン2 第10話・11話(2007年、日本テレビ)玉田家・メイド役
- 山おんな壁おんな 第3話(2007年、フジテレビ)
- スペシャルドラマ「生きる(2007年、テレビ朝日)
- 交渉人〜THE NEGOTIATOR〜 第1話(2008年、テレビ朝日)
- SP 第9話(2008年、フジテレビ)
- 拝啓トリュフォー様〜テレビドラマの作り方〜(2008年、テレビ朝日)箕輪美和役
- キミ犯人じゃないよね? 第1話(2008年、テレビ朝日)
- ラスト・フレンズ 第5話(2008年、フジテレビ)
- CHANGE 第3話(2008年、フジテレビ)
- 四つの嘘(2008年、テレビ朝日)
- 小児救命 第2話・3話(2008年、テレビ朝日)根本真紀役
- 白衣の天使は見た!! 外科病棟殺人カルテ(2008年、フジテレビ)佐伯ケイ役
- 婚カツ! 第5話(2009年、フジテレビ)
- 魔女裁判(2009年、フジテレビ)秘書官役でレギュラー出演
- ビブリア古書堂の事件手帖 第9話(2013年、フジテレビ)桜井役
- おいしいひとり酒（2017年、CS)小川信子役
- おいしいひとり酒２（2017年、CS）小川信子役
- コウノドリ 第5話、第7話、第10話、第11話(2017年、TBSテレビ)救命看護師役
- 一億円のさようなら第２話（2020年、NHK BS）女医役

### ネットドラマ
- ブロードバンドドラマGrami〜Drama Broadway〜「メールの答え」主演・絵美役
- 川重冷熱50周年プロジェクト「やりたい！を、やってやろう。」（2022年）
- コロちゃんの恩返し（2023年）

### 映画
- 怪談(2007年)
- へしこ!!(監督・小鶴)(2007年)主演・虹子役
- 羊子(監督・本村壮平)(2016年)主演・羊子役
- 死んだふり"Play Dead"(監督・下山和也)(2020年)主演・陽子役 ※最優秀アジア短編映画賞受賞作品
- 走馬灯（2024年）主人公母役
- 夢の在処（2024年）キャスター役
- 西成ゴローの4億円（2025年）芝木幸代役

### 舞台
- エレクトラ(演出・蜷川幸雄、作・ソフォクレス) コロス役
- 裸のヴィーナス(演出・蜷川幸雄、作・岩松了) フジコ役
- ブルーストッキングの女たち(演出・木村光一、作・宮本研) 神近市子役
- 少女ABCD（作・演出：朝稲青沙）ルナ役（2010年）
- エルチェ、スクイーズ（作・演出：本村壮平）平井役（2011年）
- ルービック・キューピッド（作・演出：井原一樹）千早役（2012年）
- オヅの魔法使い　ドロシィ監禁地獄!!（作・演出：石田章）トト役（2012年）
- Mystery The 3rd「Closed Room Game III『動く密室〜閉ざされたバスツアーの謎』」（2012年10月）
- Mystery Night Winter「コックザリッパー〜魔の料理人〜」（2013年1月）
- 劇団蝶能力 旗揚げ公演「シンデレラ・ストーリーズ」フーディ役（2013年2月）
- 劇団蝶能力 「便箋と不安、ゴッホ」柊 渚紗役（2013年11月〜12月）
- ライト・スタッフ（作・坂口理子、演出・井原一樹）有村京子役（2016年2月）
- もう一人のメンデルスゾーン（作・増田雄、演出・伊藤靖浩）ファニー・メンデルスゾーン役（2016年11月）
- 曖昧な太陽の口笛とおもちゃの指輪（作・演出：瀧口敦子）主演 エミ役（2017年5月）
- かいじゅうたちのいるせかい（作・演出：井原一樹）戸崎芽衣子役（2017年6月）
- ガールズ・プリズン・オペラ（作・千葉美鈴　演出：山本和夫）福田学園長役（2017年8月）
- 班女（作・三島由紀夫　構成・演出：吉野翼）花子役（2018年4月）
- 王子様と７人のシンデレラ（作・演出：井原一樹）マリンバ役（2018年9月）
- きざじゅう（作・演出：貞岡秀司）サキコ役（2018年11月）
- 恋ばば十四歳（作・千葉美鈴　演出・山本和夫）汐原静江（2019年5月）
- 帰ってきた秘密（作・演出：寺田大作）木村ゆかり役（2019年12月）
- 塞いで蓋して(企画・演出：猪瀬光博　脚本・品田裕介）滝本依子 役（2020年2月）
- 初演版-阿保船（作・寺山修司　演出：吉野翼）皮なめしと呼ばれる後家女（母親）役など（2020年6月）
- FUTORI芝居（作・演出：貞岡秀司）鞠子役（2022年7月）
- どーるはうす(作: 富安美尋、演出：山本和夫）糸井重雄博士役（2020年2月）
- かねだはじめたがやすけ、犬噛唐草殺人事件（作・演出:上西雄大）犬噛鶯子役（2022年10月）
- マンザナわが町（作:井上ひさし・演出：剣持直明）天津オトメ役（2024年5月）
- 探偵ハ物語（作・演出:上西雄大）美恵子役（2024年9月）
- スプークタキュラー舞子（作・演出:正安寺悠造）詩織、ゴースティン役（2024年10月）
- 天井天下異聞奇譚〜赤坂舞台芸術参加作品〜（企画・構成・演出：吉野翼）疫病女、美和子、ナースA役（2024年10月）
- 鼻づまりとたんこぶ（作:鈴木穣・演出:伊東由美子）原基子役（2025年2月）

### CM
- アクティアハート
- かもめ・だるま薬局
- 「ヒロシ劇場 パソコンを使いながら050IP電話!編」 OCNネットCMドラマ
- 花王WEB広告（2014年）
- 雑誌ESSEインフォマーシャル（ナレーション）（2015年4月）
- 中国電力「あっと電化パック」（2016年4月～）
- 三菱電機（2018年）
- CREW（2018年）
- キヤノン（2019年）
- シェルスラン・エアー（2020年）
- 出光昭和シェル（2020年）
- ビーウィズ株式会社（2020年）
- カゴメ（2021年）
- スイーツパラダイス（2021年）
- 東洋水産 QTTA 中居さん役（2021年）
- クラシアン（2021年～）
- 大和ハウスWEB司会（2021年）
- 盛岡信用金庫（ナレーション）（2021年）
- 東洋水産、QTTA中居さん役（2021年）
- au学生スポーツ応援プロジェクト（2022年）
- SBI損害保険「井戸端会議・がん保険 保険占い篇」
- アサヒ生ビール「25歳のおつかれ生です篇」（2023年）
- YOSHIKEI（2024年）
- YOSHIKEI（2025年）

### ラジオCM
- 109シネマズ木場
- (有)NGF
- 彩プロ製作 映画「千年湖」
- タイムキャンドルカプセル
- 東洋工業
- 柿の葉すし本舗
- ホテルイース21東京
- やくぜん
- 国際電話Uコール
- イオン東雲ショッピングセンター
- フクリコ
- エイムハウス
- アクアシティーお台場

### ラジオ
- 大江戸ワイドスーパーイブニング 毎週木曜日18時15分 - 20時（東京都江東区のレインボータウンFM79.2 MHz）
- 小山田将のシネマサプリ　毎週火曜日22時 - 22時30分（レインボータウンFM、2012年7月 - 2013年3月）
- 石井春花の全部のせ。（札幌市のFMアップル76.5 MHz、2008年5月 - 2010年1月）
- 石井春花の全部のせ。おかわり！ （札幌市のさっぽろ村ラジオ81.3 MHz、2010年2月 - 2010年11月）
- 石井春花の全部のせ。（東京都港区南青山のニューゾーンエフエム・エーシージェースタジオ(NewZoneFM)、2008年5月 - 2010年1月）
- 石井春花の全部のせ。おかわり！ （ニューゾーンエフエム・エーシージェースタジオ(NewZoneFM)、2010年2月 - 2010年11月）

### その他
- プレミスト藤が丘（2022年）司会
- 株式会社ディーズ 首都圏不燃建築公社 リフォーム番組（2023年）司会